# Moskvas himmel
Moskvas himmel (russisk: Небо Москвы) er en sovjetisk film fra 1944 af Julij Rajzman.

## Medvirkende
- Pjotr Alejnikov som Ilja Streltsov
- Nikolaj Bogoljubov som Balasjev
- Ivan Kuznetsov som Tjerbina
- Nina Mazaeva som Zoja Vladimirovna
- Nikolaj Sjamin som Ivan Ilitj Streltsov